# 池畑浩太朗
池畑 浩太朗（いけはた こうたろう、1974年9月26日 - ）は、日本の政治家。日本維新の会所属の衆議院議員（2期）。元兵庫県議会議員（2期）。農林水産委員会委員。

## 来歴
東京都港区生まれ。本籍地は鹿児島県。幼少期は横浜市で過ごし、父が船員の仕事をしていた関係で、小学生の一時期はサウジアラビアで過ごした経験を持つ。中学時代は埼玉県川口市、高校からは岡山県岡山市内で過ごす。
1995年、岡山県立農業大学校・園芸課程野菜専攻を卒業し、岡山県立高松農業高等学校に入職。教員を9年間務めたあと、「農業のあり方を根本から変えたい」と政治家を志し、市村浩一郎衆議院議員の公設秘書を務めた。
2009年6月の兵庫県議会議員補欠選挙では、宝塚市選挙区に民主党公認で立候補し、当選。同年よりファルコモンテコーポレーション有限会社（食品卸売会社）代表取締役に就任。
2011年の県議選で再選したが、2015年の県議選では落選した。
2017年4月11日、民進党は次期衆院選兵庫12区に池畑を擁立すると決定。同年10月3日に民進党を離党し、同月の第48回衆議院議員総選挙には希望の党から立候補した。この際、民進党本部から希望の党の政策協定書がファクスで送られ、読んで納得したので希望の党へ移る気持ちを固め、民進党に離党届を提出した。選挙では自民党の山口壯に敗れ、落選。その後宝塚市内で焼肉店を開業した。
希望の党解党後は国民民主党に所属したが、2020年9月の同党の分裂後は無所属となった。
2021年10月の第49回衆議院議員総選挙では、公示直前に日本維新の会の公認を受けた。これについて池畑は「維新のオファーは前々からあったが、無所属で戦うつもりで断っていた。だが、さまざまなデータを見て無所属での当選は難しいと判断し、公認を受けようと決意した」と述べた。選挙では山口に再び敗れるも、重複立候補していた比例近畿ブロックで復活し、初当選。
2024年10月の第50回衆議院議員総選挙でも山口に敗れたが、惜敗率を54.60%から78.02%に上昇させて比例復活し、再選。

## 親族
- 元衆議院議員の大上司は母方の祖父。父方の祖父は農学博士であった[2]。俳優の池畑慎之介は遠縁の親戚にあたる[3]。
- 家族は妻と1男1女[4]。

## 選挙歴
| 当落 | 選挙                     | 執行日         | 年齢 | 選挙区       | 政党         | 得票数    | 得票率 | 定数 | 得票順位 /候補者数 | 政党内比例順位 /政党当選者数 |
| ---- | ------------------------ | -------------- | ---- | ------------ | ------------ | --------- | ------ | ---- | ------------------ | ---------------------------- |
| 当   | 2009年兵庫県議会議員選挙 | 2009年7月5日   | 34   | 宝塚市選挙区 | 民主党       | ーー票    | ーー   | 1    | ー/1               | /                            |
| 当   | 2011年兵庫県議会議員選挙 | 2011年4月10日  | 36   | 宝塚市選挙区 | 民主党       | 1万3811票 | 22.85% | 3    | 3/4                | /                            |
| 落   | 2015年兵庫県議会議員選挙 | 2015年4月12日  | 40   | 宝塚市選挙区 | 無所属       | 1万691票  | 16.52% | 3    | 4/4                | /                            |
| 落   | 第48回衆議院議員総選挙   | 2017年10月22日 | 43   | 兵庫県第12区 | 希望の党     | 3万8388票 | 24.56% | 1    | 2/3                | 17/3                         |
| 比当 | 第49回衆議院議員総選挙   | 2021年10月31日 | 47   | 兵庫県第12区 | 日本維新の会 | 4万9736票 | 30.33% | 1    | 2/3                | 9/10                         |
| 比当 | 第50回衆議院議員総選挙   | 2024年10月27日 | 50   | 兵庫県第12区 | 日本維新の会 | 5万6464票 | 38.21% | 1    | 2/4                | 4/7                          |